# メロンコリーそして終りのない悲しみ
『メロンコリーそして終りのない悲しみ』（Mellon Collie and the Infinite Sadness）はスマッシング・パンプキンズの3枚目のスタジオ・アルバム。1995年にヴァージン・レコードより発売された。

## 概要
前作『サイアミーズ・ドリーム』からおよそ2年3ヶ月ぶりとなるスタジオ・アルバム。全編約2時間に及ぶ2枚組構成となっているが、この構成についてはビートルズの『ホワイト・アルバム』に部分的にインスパイアされていると言う。1997年にはグラミー賞において、アルバム部門やレコード部門を含む7部門でノミネート。また、『ローリング・ストーン誌が選ぶオールタイム・ベストアルバム500』では487位にランクイン、同誌読者投票で『史上最高の二枚組アルバム』(2014年)の10位に選ばれている。

しかし、その後バンドはサポートメンバーの死亡や、ドラマー・ジミーの逮捕、次作『アドア』の不振など、多くの問題を抱え、徐々にその影を落としていくことになる。

## 収録曲
- 全作詞：作曲 / ビリー・コーガン (Disc 1/#14, Disc 2/#14を除く)
  - (Disc 1/#14) 作詞：作曲 / ジェームス・イハ
  - (Disc 2/#14) 作詞：作曲 / ビリー・コーガン、ジェームス・イハ

### Disc 1.Dawn to Dusk
1. メロン・コリー・アンド・ジ・インフェニト・サッドネス Mellon Collie and the Infinite Sadness - 2:58
2. トゥナイト・トゥナイト Tonight, Tonight - 4:14
3. ジェリーベリー Jellybelly - 3:01
4. ゼロ Zero - 2:40
5. ヒア・イズ・ノー・ホワイ Here Is No Why - 3:45
6. バレット・ウィズ・バタフライ・ウィングス Bullet with Butterfly Wings - 4:18
7. トゥ・フォーギヴ To Forgive - 4:17
8. ファック・ユー（アン・オード・トゥ・ノー・ワン） Fuck You (An Ode to No One) - 4:51
9. ラヴ Love - 4:21
10. キューピッド・ドゥ・ロック Cupid de Locke - 2:50
11. ガラパゴス Galapogos - 4:28
12. マズル Muzzle - 3:44
13. ポルセリーナ・オブ・ザ・ヴァスト・オーシャンズ Porcelina of the Vast Oceans - 9:21
14. テイク・ミー・ダウン Take Me Down - 2:52

### Disc 2.Twilight to Starlight
1. ホエア・ボーイズ・フィアー・トゥ・トレッド Where Boys Fear to Tread - 4:22
2. ボディーズ Bodies - 4:12
3. サーティー・スリー Thirty-Three - 4:10
4. イン・ジ・アームズ・オブ・スリープ In the Arms of Sleep - 4:12
5. 1979 - 4:25
6. テイルズ・オブ・ア・スコーチト・アース Tales of a Scorched Earth - 3:46
7. スルー・ジ・アイズ・オブ・ルビー Thru the Eyes of Ruby - 7:38
8. スタンブレイン Stumbleine - 2:54
9. X.Y.U - 7:07
10. ウィー・オンリー・カム・アウト・アット・ナイト We Only Come Out at Night - 4:05
11. ビューティフル Beautiful - 4:18
12. リリー（マイ・ワン・アンド・オンリー） Lily (My One and Only) - 3:31
13. バイ・スターライト By Starlight - 4:48
14. フェアウェル・アンド・グッドナイト Farewell and Goodnight - 4:22

## 参加アーティスト
スマッシング・パンプキンズ
- ジミー・チェンバレン - ドラム、ボーカル （Disc 2/#14）
- ビリー・コーガン - リードボーカル、リードギター、ピアノ、音響監修、ミキシング、ストリングス（Disc 1/#2）、デザイン監修
- ジェームス・イハ - リズムギター、コーラス、ミキシング、音響監修 （Disc 1/#14, Disc 2/#14）
- ダーシー・レッキー - ベース、ボーカル（Disc 2/#11, #14）

追加ミュージシャン
- シカゴ交響楽団 - オーケストラ （Disc 1/#2）
- グレッグ・レイツ - スティール・ギター （Disc 1/#14）

スタッフ
- ロジャー・カーペンター - 技術補助
- ジョン・クレイグ - イラストレーション
- フラッド - 音響監修、ミキサー
- アンドレア・ジャコッベ - 写真
- バリー・ゴールドバーグ - ボーカル録音、ミキシング補助
- アダム・グリーン - 技術補助
- デイヴ・クレスル - ストリングス録音補助
- ティム・"グーチ"・ラウジー - 技術補助
- ギター・デイヴ・マネット - 技術補助
- ジェフ・モレスキ - 技術補助
- アラン・モウルダー - 音響監修、ミキサー
- フランク・オリンスカイ - デザイン監修
- クローディン・ポンチャー - 録音補助
- オードリー・リリー - ストリングス （Disc 1/#2）
- クリス・シェパード - 録音
- ラス・スパイス - 技術補助
- ハウィー・ウェインバーグ - マスタリング
- ボブ・ラドウィグ - マスタリング （リマスター盤）[5]